# Barrsjön, Uppland
Barrsjön är en sjö i Knivsta kommun i Uppland och ingår i Norrströms huvudavrinningsområde.